# Виджанело (Франция)
 Тази статия е за селото във Франция.  За градчето в Италия вижте Виджанело (Италия).  
Виджанѐло (на френски: Viggianello, на местен диалект Vighjaneddu, Вигянеду) е село и община в Южна Франция, в остров и регион Корсика, департамент Южна Корсика. Разположено е на 668 m надморска височина. Населението на общината е 623 души (към 2009 г.).